# Almanaque ilustrado del Uruguay

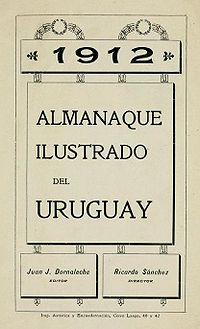
Portada del Almanaque

Almanaque ilustrado del Uruguay fue una publicación dirigida por el escritor uruguayo Ricardo Sánchez, y editado por Juan Dornaleche. Se imprimió en la Imprenta Artística de Montevideo. 
El almanaque incluyó composiciones literarias de prosistas y poetas, tanto del Uruguay como de figuras extranjeras. Se publicó entre los años 1904 y 1919.
Entre los escritores uruguayos con obras publicadas en este Almanaque se encuentran: Guzmán Papini y Zas, Arturo Scarone, Delmira Agustini, Raúl Montero Bustamante, Julio Herrera y Reissig, Joaquín de Salterain, Javier de Viana, María Eugenia Vaz Ferreira, César Miranda, entre otros.
También fueron colaboradores Maurice Maeterlinck, Rubén Darío, Leopoldo Lugones, Jacinto Benavente, Marcelino Menéndez y Pelayo, entre otros reconocidos y destacados escritores.
Como curiosidad, vale destacar que al final del almanaque, se incluía un «registro de familias», con los domicilios y los días que debían recibirlo.